# Tiên Đào
Tiên Đào (chữ Hán giản thể: 仙桃市, bính âm: Xiāntáo Shì, Hán Việt: Tiên Đào thị) là một thành phố cấp phó địa khu trực thuộc tỉnh tỉnh Hồ Bắc, Cộng hòa Nhân dân Trung Hoa. Thành phố này có diện tích 2538 km², dân số năm 2002 là 1,5 triệu người, mã số điện thoại 0728, mã số bưu chính 433000. Đây là nơi sinh sống của 10 dân tộc như: Hán, Hồi, Mãn, Miêu…GDP năm 2003 của Thiên Môn là 1,565 tỷ nhân dân tệ. Thành phố này được thành lập ngày 27 tháng 5 năm 1986.